# GelsenTrabPark

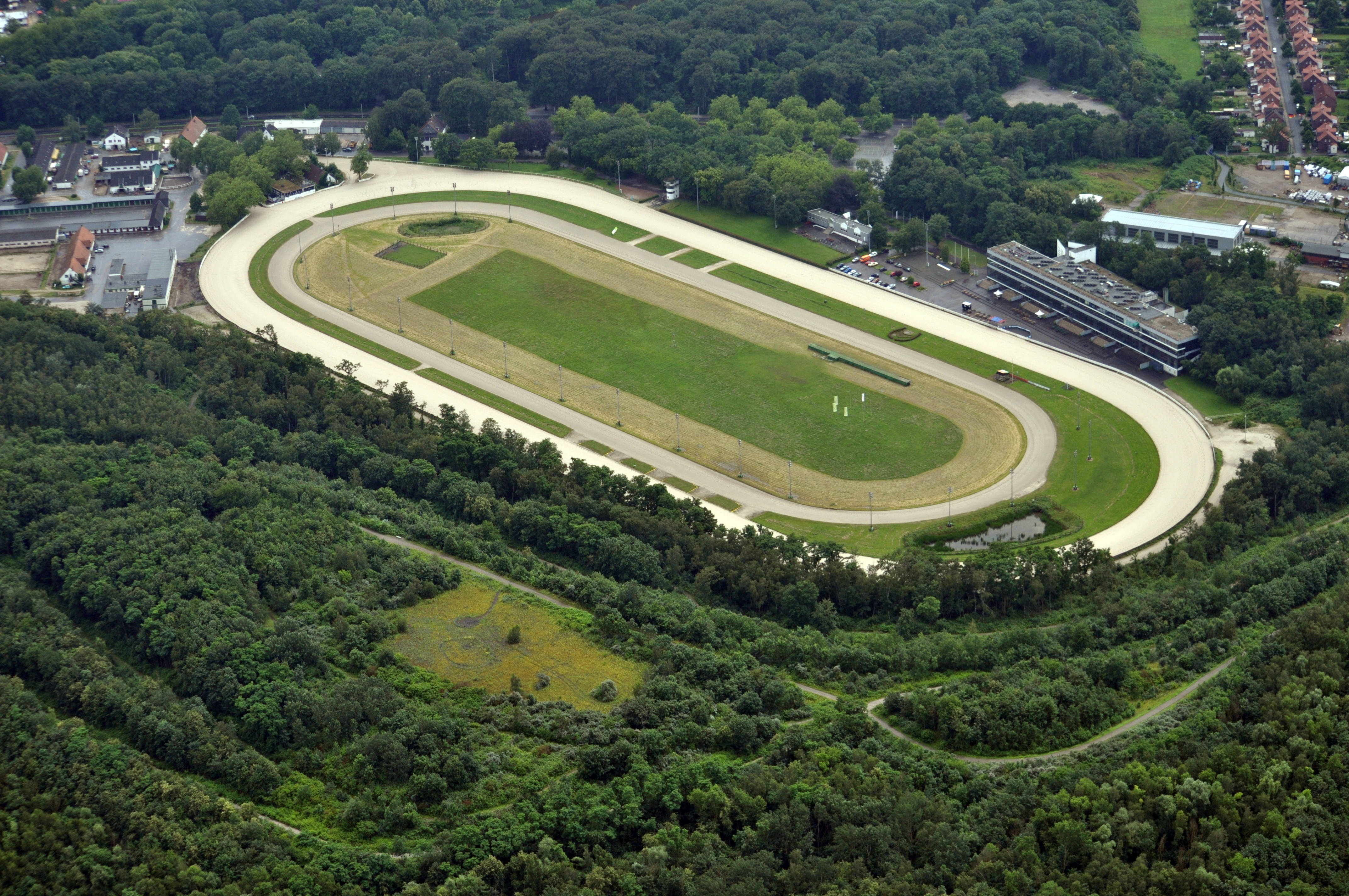
Trabrennbahn in Gelsenkirchen

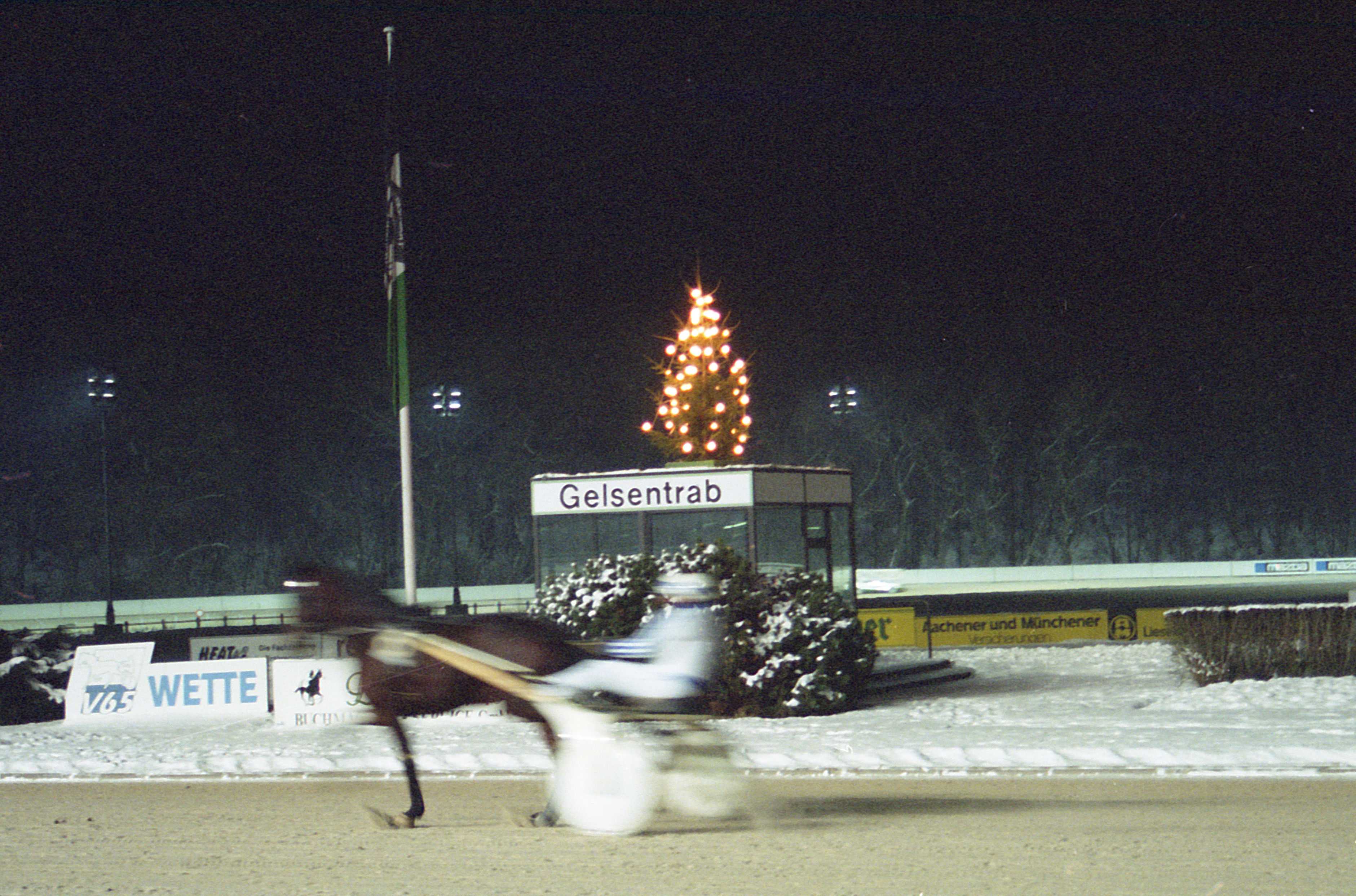
Abendveranstaltung um 1990

Der GelsenTrabPark (auch Trabrennbahn Nienhausen oder Trabrennbahn Gelsenkirchen) ist eine 1912 in Betrieb gegangene Trabrennbahn im Gelsenkirchener Stadtteil Gelsenkirchen-Feldmark unmittelbar an der Stadtgrenze zu Essen-Katernberg.

## Geschichte

### Vorgeschichte

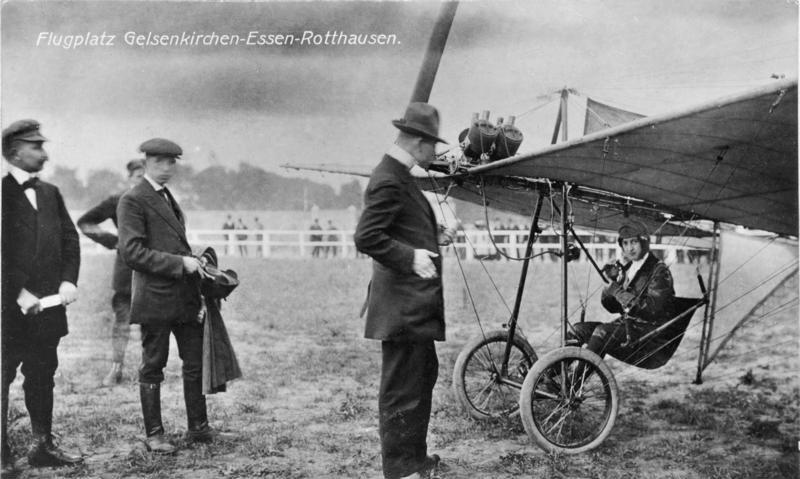
1912: Die Pilotin Charlotte Möhring auf dem damaligen Flugplatz, im Hintergrund die Begrenzung der Trabrennbahn

Bereits 1909 wurde der Traberclub Dortmund mit Kaufleuten, Gutspächtern und Züchtern gegründet. Dieser Verein veranstaltete ein erstes Rennen, noch mit finanziellen Verlusten, im August 1910 in Huckarde. Das nächste Pferderennen im Jahr 1911 auf einem Exerzierplatz in Hamm hinterließ ebenfalls Schulden. Der Club, inzwischen zum Traberzuchtverein Dortmund e. V. umbenannt, fand schließlich einen neuen Standort in Rotthausen, das damals zum Landkreis Essen gehörte. Hier hatte Ernst Nienhausen sein 500 Morgen großes Gelände an die Westdeutsche Fluggesellschaft mbH verpachtet.
Am 25. Mai 1912 wurde dieser erste kommunale Flugplatz in Deutschland auf 280 Morgen Fläche in Betrieb genommen. Am Flugplatz Gelsenkrichen-Essen-Rotthausen befand sich später das Stammwerk der Kondor Flugzeugwerke. Auf dem Flugplatz trainierte der Flugpionier und Fluglehrer Bruno Werntgen, der hier auch Flugunterricht gab.
Die restliche, angrenzende Fläche von 220 Morgen Land ließ die Fliegerei einem 1200 Meter langen und zwölf Meter breiten Geläuf mit drei Stallungen mit Boxen für je zehn Pferde zugutekommen. Dazu errichtete man innerhalb von zwei Monaten ein Totalisatorengebäude, ein Zielrichterhaus sowie die Tribüne zwischen Geläuf und Flugplatz.

### Bis zum Ersten Weltkrieg
Am 29. September 1912 startete um 14.15 Uhr das erste Trabrennen am Nienhauser Busch in Rotthausen. Für diese insgesamt sechs Rennen wurden an zwölf Wettschaltern 24.000 Mark umgesetzt. Der erste Sieger kam aus dem Stall Hörmann mit dem Pferd Intimus.
Wegen des nun großen Erfolges wurden für das Folgejahr 1913 vom Verein weitere zwölf Renntage beantragt, aber nur zwei genehmigt. Auch für das Jahr 1914 wurden nur zwei Renntage genehmigt, wobei der zweite nicht mehr stattfand, da inzwischen der Erste Weltkrieg ausgebrochen war. Zu Kriegsende war der Verein mittellos.

### Bis zum Zweiten Weltkrieg
Nach dem Ersten Weltkrieg sammelten die Vereinsmitglieder insgesamt 65.000 Mark, um den Rennbetrieb schließlich 1919 mit zwei Wohltätigkeitsrennen wieder aufnehmen zu können. Der angrenzende Flugplatz wurde nicht mehr durch regelmäßigen Flugbetrieb genutzt. 1920 nannte sich der Verein in Westdeutscher Traber-, Zucht- und Rennverein e. V. Gelsenkirchen um. Die Anzahl der Renntage stieg 1921 auf sechs, und im Jahr darauf auf 16.
Zur Zeit der Ruhrbesetzung im Frühjahr 1923 wurde der Flugplatz zum Exerzierplatz der französischen und belgischen Besatzungstruppen. Dennoch fanden in diesem Jahr 18 Renntage statt. In den Folgejahren von 1924 bis 1934 gab es jeweils 22 Renntage. 1924 wurde Rotthausen zur Stadt Gelsenkirchen eingemeindet. Im selben Jahr fand zum ersten Mal der Westdeutsche Jugendpreis statt. Es siegte die Stute Viel Glück mit Fahrer J. Jansen in einer Kilometerzeit von 1:44,5 (1 min 44,5 s) über eine Renndistanz von 1860 Meter. 1926 stellte die Stadt ein Darlehen zum Bau einer neuen, überdachten Tribüne zur Verfügung. Als diese gerade fertiggestellt war, wurde sie durch ein Unwetter schwer beschädigt, jedoch sofort wieder instand gesetzt. Dazu wurde, auch 1926, der Kurs von Rechts- auf Linkslauf umgestellt. Die aufkommende Weltwirtschaftskrise schwächte trotz hoher Besucherzahlen die Umsätze. Die Rennpreise von 600 bis 700 Reichsmark – 2000 bis 5000 Mark bei Zuchtrennen – konnten noch nicht reizen. 1937 wurde das 25. Jubiläum der Trabrennbahn mit mehreren zehntausend Besuchern gefeiert. Wilhelm Geldbach wurde zum zweiten Vorsitzenden gewählt und sollte fortan die positive Entwicklung des Rennvereins mitbestimmen.
Die Stadt der Trabrennen war damals jedoch hauptsächlich Berlin. 1938 sollte sich das ändern, denn in Gelsenkirchen wurden die beliebten Montagsrennen, Volksrenntage und die neuen Winterrennen eingeführt. Einige hervorragende Pferde aus Berlin und Hamburg erhielten im Winter in Gelsenkirchen neue Startmöglichkeiten, die es nun nur hier gab.
Ab 1941 kommt der Rennbetrieb infolge des Zweiten Weltkrieges völlig zum Erliegen. Schwere Bombardements der Alliierten auf das gesamte Ruhrgebiet waren auch für die Rennbahn in Rotthausen das vorläufige Aus. Insgesamt kamen in den Bombenhageln mehr als 70 Pferde um. Auf dem Gelände entstanden über 60 Bombentrichter und ließen vom Geläuf wenig übrig.

### Nachkriegszeit
Nach dem Zweiten Weltkrieg herrschte Hunger für Pferd und Reiter, gab es keine Stallungen mehr, kein Wasser und kein Licht. Der Betrieb des angrenzenden Flugplatzes konnte wegen des Flugverbotes der Alliierten nicht wieder aufgenommen werden. Das Flugfeld nutzte man zunächst als Kartoffelacker und schüttete später taubes Gestein der Zeche Zollverein auf.
Dennoch engagierte sich eine Gruppe von Traberfreunden derart, dass am 7. Oktober 1945 bereits wieder ein erstes Rennen stattfinden konnte. Sie baten beim Stadtkommandanten der Militärregierung um Hilfe, die jedoch kein Verständnis zeigte. Deren Vorschlag war die Schlachtung der Pferde zur Linderung des Hungers der Bevölkerung. Das konnten die Traberliebhaber mithilfe einer Abwehrwache verhindern. Sie gingen zur vorgesetzten Britischen Rheinarmee nach Bad Oeynhausen, welche die Anweisungen des Stadtkommandanten endgültig rückgängig machte. Des Weiteren gelang die Beschaffung von 58 Tonnen Hafer aus Hamm sowie eine notdürftige Wiederherstellung der Stallungen.
Der Grund und Boden von Ernst Nienhausen, auf dem der Flugplatz und die Trabrennbahn lagen, war inzwischen an die zu den Vereinigten Stahlwerken gehörende Hüttenwerk Oberhausen AG verkauft worden. Erhebliche Probleme machte dem Traberverein, dass der neue Eigentümer schlicht dessen Existenz und einen gültigen Pachtvertrag bestritt. Nach schwierigen Verhandlungen konnte der Verein neu gegründet und ein entsprechender Pachtvertrag erstellt werden, was nunmehr die Nutzungsrechte klärte. 1946 übernahm der Stadtdirektor Ernst Hamann den Vorsitz des Westdeutschen Traber-, Zucht- und Rennvereins e. V. Gelsenkirchen.

### Aufstieg zum Volkssport

#### 1940er Jahre
1947 wurde das Elite-Rennen mit den besten deutschen Trabrennpferden ins Leben gerufen, das sich aber bald auf europäischer Ebene ausweitete. Schon in seinem Gründungsjahr übte es eine ganz besondere Faszination aus, denn man schaffte es, die 20 besten Traber aus allen vier Besatzungszonen zusammenzuführen. Am 6. November 1947 kam es zum legendären Zweikampf zwischen Stella Maris und Kampfflieger, der von Johannes Frömming gefahren wurde. Trotz Distanzzulage machten beide Pferde das Rennen unter sich aus. Es siegte Stella Maris mit Johnny Mills im Sulky in der Kilometerzeit von 1:24,5 (1 min 24,5 s). Hinzu kam der Westdeutsche Jugendpreis. Baulich wich der alte, hölzerne Zielturm 1949 dem heutigen aus Beton. Ein Jahr darauf begann man mit der Errichtung neuer Stallungen, die später mehr als 400 Pferde aufnahmen.

#### 1950er Jahre
1951 wurden bereits 44 Renntage veranstaltet. Das Elite-Rennen zeigte erstmals eine internationale Besetzung. Besucher- und Umsatzzahlen schnellten in die Höhe. Hinzu kam die Inbetriebnahme einer neuen Beleuchtungsanlage, eines Kasinos sowie eines Restaurants und Wettschaltern in der wiederaufgebauten Tribüne. 1952 überstiegen die Geldpreise an 59 Renntagen erstmals die Eine-Million-DM-Grenze. 1953 wurde eine Zielfotoanlage installiert. 1954 kam aus Anlass des 80-jährigen Bestehens des Trabersports das Deutsche Traber-St. Leger ins Programm, benannt nach Anthony St. Leger, der das englische Pendant 1776 gegründet hatte. Hierdurch gewann die Gelsenkirchener Trabrennbahn an Ansehen. Im August erfolgte die Einführung des Rennleitungswagens. Für eine Sensation sorgte am 24. November 1955 der bei Willi Dahmen in Gelsenkirchen arbeitende Lehrlingsfahrer Willi Rode, als er bei seiner ersten Fahrt den 926:10 Außenseiter (926 Mark für 10 Mark Einsatz) Freischärler zum Sieg steuerte. 1956 wurde hier erstmals ein Rennen per Startauto, einem umgebauten Mercedes 300, begonnen. Das Startauto wurde aufgrund seines Erfolges zum Start des Buddenbrook-Rennens und des Deutschen Traber-Derbys an den Trabrennverein Berlin-Mariendorf ausgeliehen. Zudem ging in diesem Jahr eine neue fotografische Zeitmessanlage in Betrieb. Das Elite-Rennen 1956 war erstmals Teil des Grand Circuit International. Es gewann die französische Stute Gelinotte mit Fahrerlegende Charlie Mills in neuer Rekordzeit. Auf Initiative von Eddy Freundt wechselte der französische Top-Traber Io d’Amour in den am Standort ansässigen Stall Kurier und gewann das Elite-Rennen 1957. Ergänzt wurde das Rennbahngelände durch die Errichtung eines Teehauses neben der Tribüne, das mit Wärmestrahlung beheizt wurde. 1958 wurde der Preis der Schnellsten erstmals ausgetragen.

#### 1960er Jahre
Im Rennjahr 1960 fanden 73 Renntage statt, bei denen 6.939 Pferde an den Start kamen. Dies waren im Durchschnitt 9,3 Pferde pro Rennen. 1962 kam es nach Abschluss eines Erbbaurechtsvertrages mit der Stadt Gelsenkirchen zur Modernisierung der Rennbahn. So wurden unter anderem die Zielgerade von zwanzig auf 24 Meter verbreitert, die Kurven erhöht und eine leistungsfähigere Flutlichtanlage installiert. Zu Beginn der 1960er Jahre erfreute sich die Dreierwette wachsender Beliebtheit. Zunächst wurde diese Wettart nur in wenigen, speziell gekennzeichneten Rennen während einer Rennveranstaltung angeboten. Die teilweise hohen Auszahlungsquoten ließen die Umsätze in dieser Wettart ansteigen. Auch hier passte man sich der Zeit an. 1962 wurden bereits 789 von insgesamt 815 Rennen mit Dreierwette gelaufen. Nach Dinslaken nahm man auch bei Gelsentrab im Jahre 1963 die Dreierwette als festen Bestandteil in jedes Rennen auf. Kurzzeitig versuchte man die Drillingswette zu etablieren, diese fand jedoch nur wenig Zuspruch. Am Sonntag, den 5. April 1964 stellte der Championfahrer Eddy Freundt unerwartet einen neuen Weltrekord auf. Bei 9 Fahrten war er acht Mal als Sieger über die Ziellinie gekommen. Am 1. Mai fuhr Eddy Freundt die französische Stute Passiflore im Preis der Schnellsten gegen die Konkurrenz aus Deutschland. Im Rahmenprogramm des Renntags kam es zur Rekordauszahlung im De-Sota-Rennen. Die heutige 17 Meter hohe Tribüne kam 1965 zur bisherigen, alten Tribüne hinzu. Die zu dieser Zeit größte, geschlossene Tribüne Europas wurde von Arbeitern aus zwölf Ländern erbaut, und bot auf 112 Metern Länge und 16 Metern Breite 8600 Besuchern Platz. Ebenfalls 1965 wurde der 1926 umgestellte Linkskurs wieder auf einen Rechtskurs zurückgestellt. 1968 wurden im Tribünengebäude 150 Fernsehgeräte angebracht, um auch von ungünstigen Stellen aus die Rennen verfolgen zu können. Ein Jahr darauf installierte eine schwedische Firma den elektronischen Totalisator, der am 1. Mai 1969 in Betrieb genommen wurde. Die große elektronische Anzeigetafel gegenüber der Tribüne zeigte nun die aktuellen Renn- und Wettverläufe. Der Anstieg der Umsätze an den Wettschaltern war ungebrochen. Am vorletzten Renntag der Dekade wurde am 26. Dezember 1969 mit 575.250.- DM noch einmal ein neuer Umsatzrekord verzeichnet. In den 1960er Jahren warb Gelsenkirchen mit dem Slogan Stadt der tausend Rennpferde (angeleitet von Stadt der tausend Feuer) für sich als prosperierende Metropole.

#### 1970er Jahre
Im 24. Elite-Rennen erreichte eine Dotierung in Westdeutschland erstmals mit 100.000 DM einen sechsstelligen Betrag. Trotz des Ausfalls des Prix d’Amérique Siegers Tidalium Pélo kam es zu einem neuen Umsatzrekord. Dieser betrug nun 644.855 DM für einen Renntag.

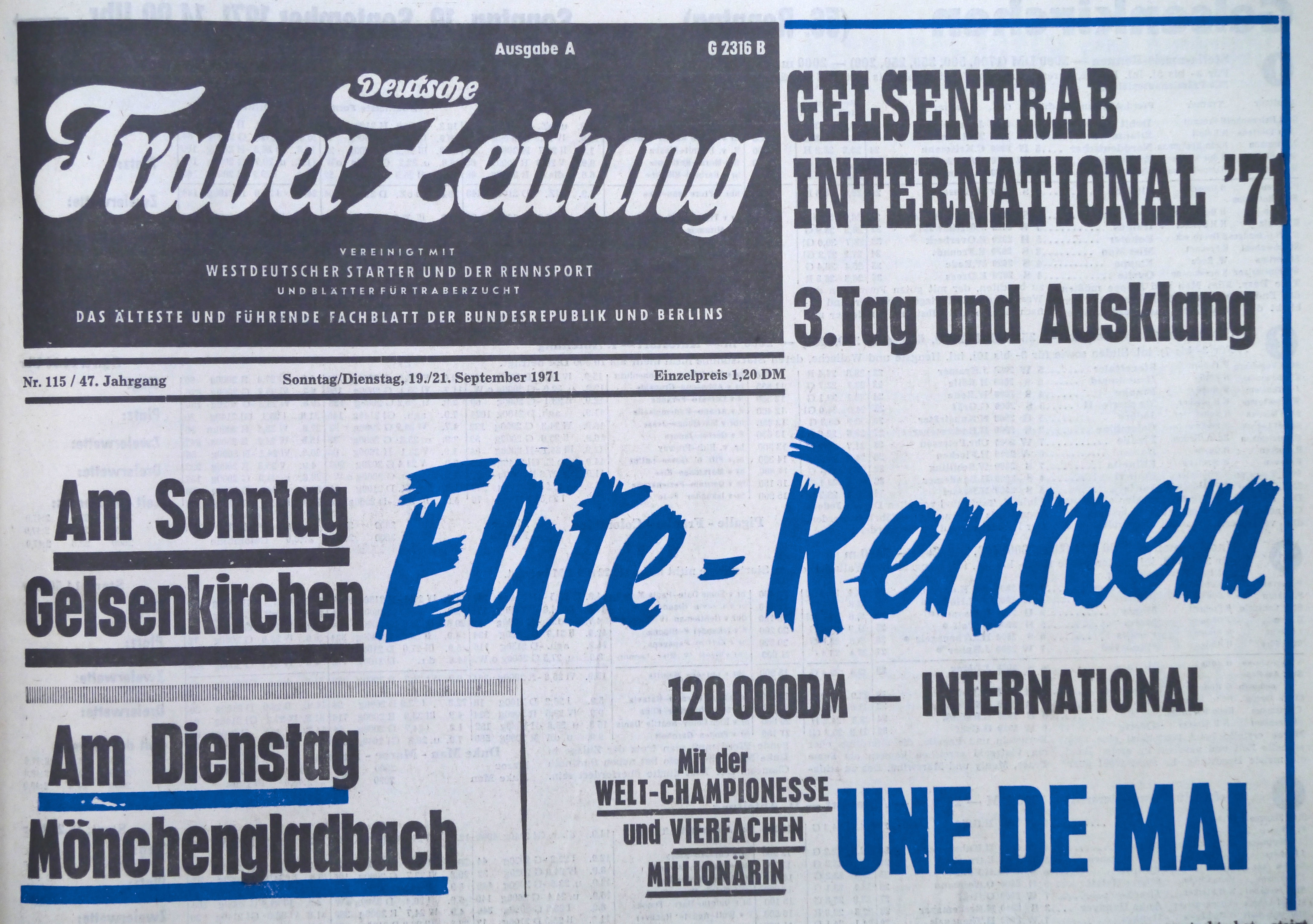
Titelseite „Deutsche Traberzeitung“ Elite-Rennen 1971

1971 wurden Stall- und Trainingsgelände überholt. Am 10. April 1971 fand erstmals ein RennQuintett-Rennen (5 aus 16) auf einer Trabrennbahn statt. Die ‚Weltchampionesse‘ Une de Mai startete im Elite-Rennen 1971. Mit 754.730 DM floss ein erneuter Umsatzrekord durch die Totokassen. (Wettschalter) Am 26. Dezember 1971 wurde die neue Lichtanlage fertiggestellt. Die mittlere Beleuchtungsstärke stieg von 200 auf 1000 Lux. Das Elite-Rennen 1972 wurde in den Juli verlegt. Die Internationale Rennwoche entfiel. Im Rahmenprogramm des Westdeutschen Jugendpreises wurde am 30. September das mit 50.000 DM dotierte RennQuintett (jetzt 5 aus 18) Großer Jubiläumspreis 60 Jahre Trabrennbahn Gelsenkirchen gelaufen. Am Weihnachtsrenntag 1972 wurde mit 908.822,50 DM ein neuer absoluter Tagesumsatzrekord auf bundesdeutschen Trabrennbahnen verzeichnet. Die Jahresbilanz bei Gelsentrab wies für das Rennjahr 1972 einen Totalisatorumsatz von rund 37 Millionen DM aus. Über eine halbe Million Besucher kamen zu den 80 Veranstaltungen des Jahres 1972. Am 6. Juli 1975 durchbrach der Umsatzrekord die Eine-Million-D-Mark-Grenze. Am Elite-Renntag flossen 1.021.765 DM durch die Totokassen. Das Elite-Rennen wurde 1975 als ständige Prüfung des Grand Circuit International anerkannt.
Am 6. Dezember trauerte man bei Gelsentrab um den 2. Vorsitzenden Wilhelm Geldbach, der die positive Entwicklung des Rennvereins seit 1937, nicht nur als Mäzen, entscheidend mitbeeinflusst hatte. 1976 baute man die schwarze Schlackenrennbahn in eine Naturbahn mit hellem Sand um, zudem nannte sich der Verein ab diesem Zeitpunkt Trabrennverein Gelsenkirchen e. V. 1977 stieg ein Sponsor bei Gelsentrab ein. Der jährlich am 1. Mai stattfindende Preis der Schnellsten wurde zum ersten Mal als Goldenes BILD-Hufeisen ausgetragen. In der Folgezeit wurden die Umsatzrekorde mehrfach gebrochen. Gelsentrab lieferte sich einen stetigen Zweikampf mit dem Münchener Trabrenn- und Zuchtverein e. V., der seit dem 2. Oktober 1977 wieder den Rekord hielt. Im Elite-Rennen 1978, welches nun zusätzlich Wilhelm Geldbach Memorial hieß, bot Gelsentrab seinen Besuchern einmal mehr die internationale Traberelite seiner Zeit. Nun mit 200.000 DM dotiert, gab es am Elite-Renntag den bisher größten Andrang an den Totokassen. Mit 1.457.267,50 DM Gesamtumsatz lag man jetzt rund 200.000 DM über dem Münchener Rekord. Dies war zugleich erneut Umsatzrekord auf den deutschen Trabrennbahnen. Am 24. September wurde im Rahmen des 25. Traber St. Leger die 1000 Zuschauer fassende Erweiterung des Tribünengebäudes ihrer Bestimmung übergeben. Der Silvesterrenntag musste wegen der einbrechenden Kältewelle (Schneekatastrophe 1978/1979) abgesagt werden. Am 1. Mai wurde im Rahmen des Goldenen BILD-Hufeisens 1979 ein Tag der Offenen Tür mit freiem Eintritt und Blick hinter die Kulissen durchgeführt. Im Juli siegte Pershing im Elite-Rennen 1979. Es gab mit 1.404.920 DM Umsatz am Tag des Jahreshauptereignisses einen kleinen Umsatzrückgang. Es wurde darüber nachgedacht, ob eventuell zwei Renntage in den letzten fünf Tagen vor dem Hauptereignis das Gesamtergebnis negativ beeinflusst hatten.

#### 1980er Jahre
In den 1980er Jahren arbeiteten rund 60 Festangestellte und knapp 300 Teilzeitkräfte auf der Rennbahn, dazu kamen etwa 35 Trainer mit etwa 140 Helfern und Auszubildenden in den Stallungen. Idéal du Gazeau startete im Elite-Rennen 1980 und lockte rund 18.000 Besucher auf die Rennbahn. Mit 1.632.730 DM Umsatz verbessert der Rennverein sein Rekordergebnis. Man sprach davon, dass dieses Ergebnis hätte noch besser ausfallen können, denn der Andrang an den 60 Wettkassen war so groß, dass nicht jeder Wetter seine Einsätze hatte anlegen können. 1982 wurden weitere 300 Pferdeboxen sowie eine Tierklinik errichtet. Im Elite-Rennen 1983 wurde die Dotierung auf 150.000 DM zurückgenommen. Im August des Jahres war im Rahmen des Großen Preis der Stadt Gelsenkirchen der WDR zu Gast. Die Sendung Sport im Westen wurde direkt von der Trabrennbahn übertragen. Eine Pferdeinfluenza führt kurz nach der Jahreswende zu ungewöhnlich vielen Nichtstartern. Mit einem Mammut-Feld von 27 Pferden präsentierte sich hingegen der Ruhr-Pokal im Juni. Aus finanziellen Gründen musste auf eine Teilung des Feldes verzichtet werden. Namen wie Horst Bandemer, Rolf Dautzenberg und insbesondere Heinz Wewering dominierten die Veranstaltungen. Mit dem Gold Pokal fand 1984 das mit einer Million DM höchstdotierte Trabrennen Europas statt. In dichtem Schneetreiben gewann Wilhelm Paal am ersten Veranstaltungstag des Jahres 1985 sechs von zwölf Fahrten. Die folgende Kältewelle und der darauffolgende Smog-Alarm führten zur Absage mehrerer Renntage.

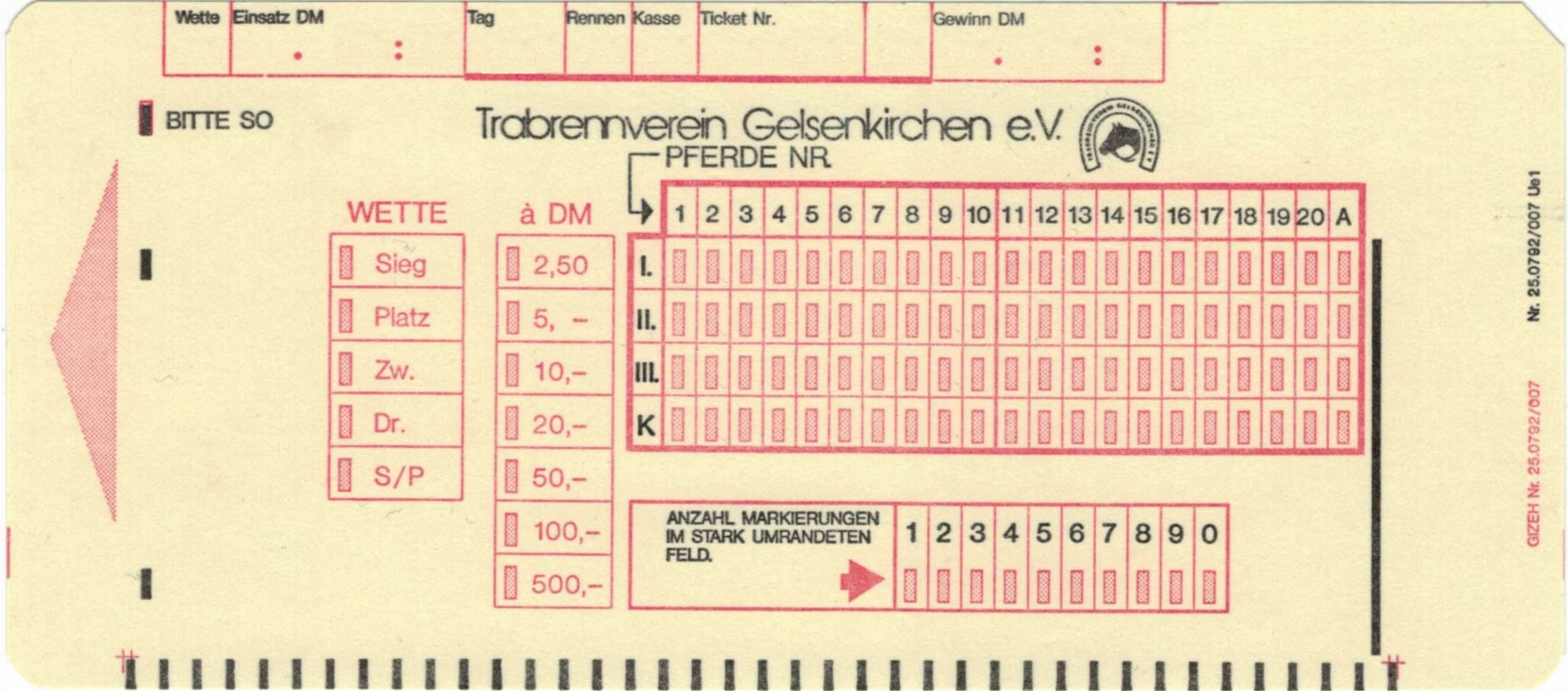
Wettkarte (1980er Jahre)

Das damals wohl beste europäische Pferd Ourasi, lief mit Jean-René Gourgeon im Elite-Rennen 1986 erstmals im Ausland. Im Rahmenprogramm startete zusätzlich der deutsche Vorjahres-Derby-Sieger Diamond Way im A+M-Pokal. Mit einem Umsatz von 1.428.287,50 DM erzielte man zwar den Saisonrekord, konnte allerdings trotz des Staraufgebots keinen neuen Umsatzrekord erzielen. Im September zog der Schwede Bo William Takter mit einem guten Lot an den Standort Gelsenkirchen. Die alte Tribüne aus dem Jahr 1926 wurde abgerissen. Das neue Jahr begann aufgrund des strengen Winters einmal mehr mit Absagen.
Im Rahmenprogramm des Elite-Rennen 1987 kam es im Finale zum Gelsentrab-Cup zur Rekordauszahlung. Die Dreierwette Cajack – Newcastle Clöving – Sastaro zahlte 263032:10. Im Traber St. Leger, welches nun als Großer Preis der Spielbank Hohensyburg gelaufen wurde, siegte Pretty Countess mit Bo William Takter. Im Jahr des 75-jährigen Bestehens kamen knapp 600.000 Besucher, der Totalisatorumsatz betrug 1987 fast 60 Millionen DM. Die Umsatzzahlen bundesweit waren stabil, stagnierten jedoch. Zwei Jahre später wurde die erste Nacht des Pferdes zu Gunsten des Kinderhilfswerkes UNICEF veranstaltet. Es gab in den 1980er und 1990er Jahren etwa 90 Renntage pro Jahr.

#### 1990er Jahre
Im Bild Pokal 1990 gab es sofort zu Beginn der neuen Dekade eine neue Rekordzeit. Blue Rage trabte 1:12,6. Im Juli startete mit einem Renntag bei Gelsentrab die zunächst auf Bundesebene eingeführte V65-Wette und erzielte sofort einen höheren Umsatz als das RennQuintett. Im September wurde das 40.000. Rennen gestartet. Am Renntag um das Elite-Rennen 1991 erreichte der Umsatz 1.852.767,50 DM. Gelsenkirchen wurde gesamt gesehen zur umsatzstärksten Rennbahn Deutschlands.

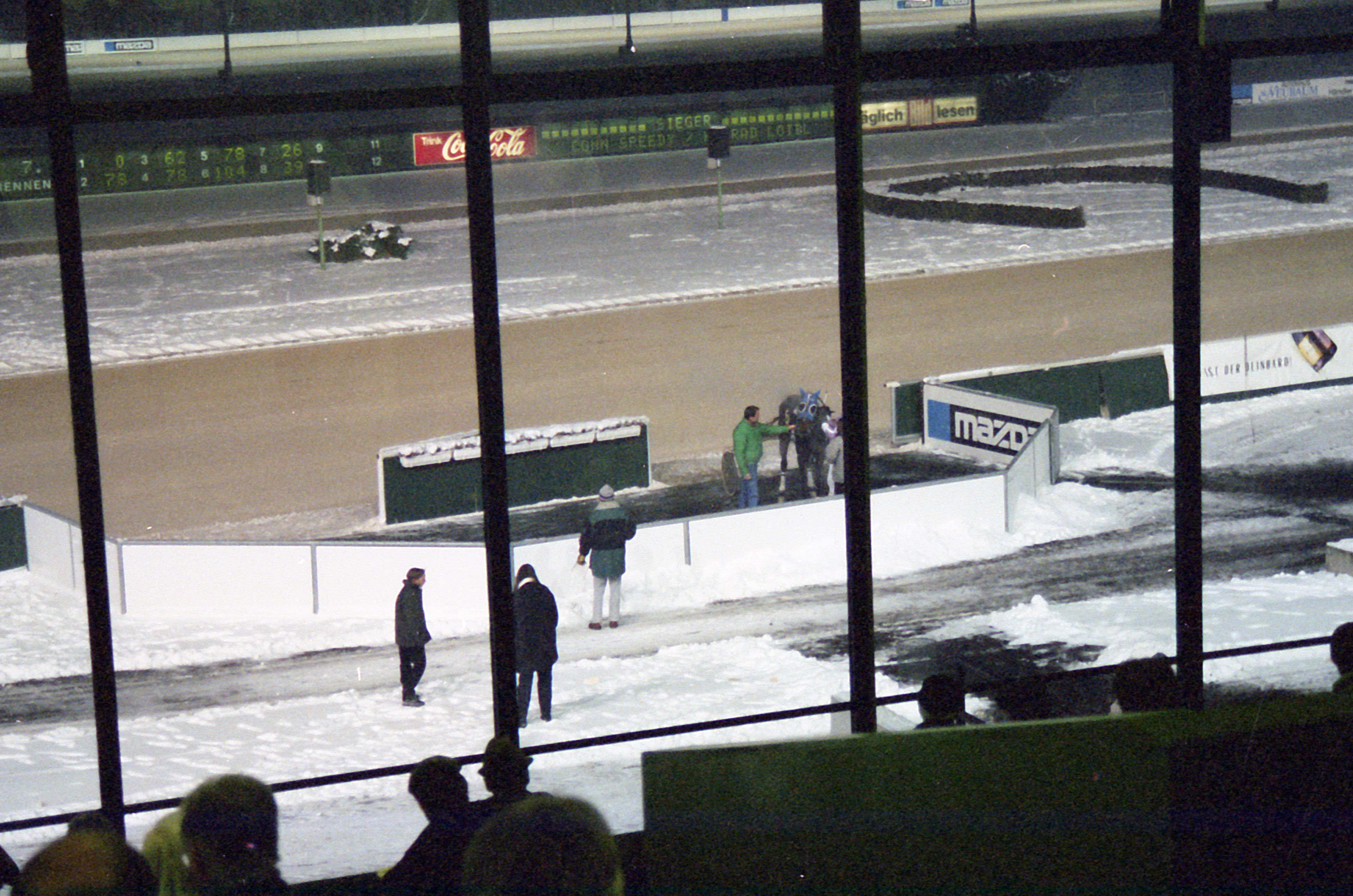
Blick aus dem Tribünenhaus

1992 fand die Umbenennung in die heutige Bezeichnung als GelsenTrabPark statt. Willi Rode siegte mit Brendy im Bild-Pokal, Sea Cove wurde im Elite-Rennen 1992 der Publikumsmagnet und trabte in der neuen Rekordzeit von 1:13,3 die 2.011-Meterdistanz. Der Umsatz von 2.112.581 DM war ein neuerlicher Rekord bei Gelsentrab. Zwar erreichte man noch nicht den damaligen Bundesrekord von 2,2 Millionen, doch dieser war beim Traber-Derby 1991 in 14 Rennen aufgestellt worden. Auf der jetzt geschlossenen Halde Zollverein wurde eine Trainingsstrecke für die Traber eingerichtet, die mit ihrem Höhenprofil einzigartig war. Eingeweiht wurde sie im September 1992 im Rahmen der Veranstaltung 80 Jahre Gelsentrab. Mit dem Jahresabschluss 1995 verzeichnete Gelsentrab einen Umsatzrückgang. Das Elite-Rennen 1996 wurde erstmalig die 1.Teilprüfung des World-Cuptrot. Mazda wurde neuer Sponsor des Gold-Pokals. Nun wurden bundesweit drastische Umsatzrückgänge an den Totalisatorkassen verzeichnet.

### Insolvenz nach der Jahrtausendwende
Mit Umstellung auf den Euro betrug der Mindesteinsatz je Wette jetzt 1,50 € (2,93 DM), was sich eventuell nicht positiv auf die ohnehin rückläufigen Umsätze am Totalisator auswirkte. Nachdem der Trabrennverein Siegerprämien schuldig geblieben war, wurde er von Trainern und Züchtern im Februar 2002 boykottiert. Schließlich meldete man am 26. März 2002 Insolvenz an. Ein Düsseldorfer Unternehmer und Stallbesitzer nahm sich der insolventen Trabrennbahn an. Der Verein gründete sich neu. In der Folgezeit wurde der Mindesteinsatz je Wette auf 1 € zurückgenommen. Die Dotierung im Gold-Pokal betrug nun ‚nur‘ noch 30.000 €, im Elite-Rennen jedoch weiterhin 150.000 €. 2003 siegte der schwedische Hengst Revenue mit Lutfi Kolgjini im Sulky in der Rekordzeit von 1:11,7 (1 min 11,7 s). 2004 wurde das Elite-Rennen letztmals gelaufen. Der Rennverein musste im November 2005 erneut in die Insolvenz. Der Grund lag, wie bei zwölf anderen Vereinen in Deutschland auch, am Totalisator-System.
Man lebte nur von der Wette, und nicht, wie bei anderen Sportarten, von Sponsoren. Je mehr Besucher wetteten, desto mehr Wettumsatz, höhere Wettgewinne und Geld für immer üppigere Siegerprämien. Diese flossen jedoch zu einem erheblichen Teil ins Ausland. Dennoch wurde an hohen Rennpreisen festgehalten, was zum Absagen unrentabler gewordener Renntage führte und schließlich mit geringeren Besucherzahlen ein größer werdendes Defizit zur Folge hatte. 2006 wurde der Gold-Pokal (ehem. Westdeutscher Jugendpreis) zum letzten Mal ausgetragen.
Die Win Race Pferderennen Vermarktungs GmbH übernahm neben fünf weiteren Vereinen auch die Trabrennbahn Gelsenkirchen. Dahinter stehen die Inhaber des Trabergestüts Lasbeck bei Hamburg mit etwa 30 Rennpferden. Dieses Gestüt in Lasbek aus dem Jahre 1915 umfasst heute etwa 140 Hektar Land. Win Race steckte eine Anschubfinanzierung von knapp zehn Millionen Euro in den GelsenTrabPark, was bis heute in kleinen Schritten wieder zu Erfolgen geführt hat. Seit Januar 2015 werden die Trabrennen im GelsenTrabPark von der German Tote Service- und Beteiligungs GmbH vermarktet.

### Manipulationsversuche
Direkt nach der Jahreswende 1971 lösten drei Dopingfälle umfangreiche Untersuchungsmaßnahmen aus. Während der Veranstaltung am 6. Januar wurden den Pferden Jeff, Waldstern und vermutlich auch Coretto leistungshemmende Mittel verabreicht. Dieses wurde durch den Bahntierarzt festgestellt. Ein ähnlicher Vorfall hatte sich bereits ein Jahr zuvor auf der Trabrennbahn Dinslaken ereignet. Der Gelsenkirchener Vorstand leitete Sofortmaßnahmen ein. Zum einen wurde mit sofortiger Wirkung das Stallgelände abgeriegelt, womit Unbefugte keinen Zutritt mehr hatten. Zum anderen wurde zur Ergreifung der Täter eine Belohnung von 5.000.- DM ausgesetzt. Der Verdacht des Wettbetrugs wurde nicht bestätigt, da die Auswertung der in den betreffenden Rennen angelegten Wetten keine Unregelmäßigkeiten ergab.
Zu einer weiteren Manipulation kam es am 5. August 1976. Aufgrund des Rennverlaufes im 9. Rennen (Preis von San Remo) hatte die Rennleitung den Eindruck bekommen, dass die beiden favorisierten Pferde Interpretin und Blankeneser nicht auf Sieg ausgefahren worden waren. Nach Beendigung der Veranstaltung wurde noch in der Nacht eine Auswertung der angelegten Zweier- und Dreierwetten durchgeführt. Auffällig war besonders ein Dreierwetten-Kombinationswettschein, der ohne die beiden Favoriten zum ungewöhnlich hohen Grundeinsatz von 20.-DM abgegeben wurde, und auf welchen 9.464.-DM Gewinn ausgezahlt worden waren. Der Vorstand des Rennvereins schaltete sofort die Kriminalpolizei ein und informierte den ZVT (Zentralverband für Traberzucht und Rennen e. V.). Die Ermittlungen der Kriminalpolizei führten innerhalb von 24 Stunden zur Festnahme der beiden Nachwuchsfahrer, welche letztlich voll gestanden, von einer weiteren Person bestochen worden zu sein. Neben der juristischen Strafverfolgung wurde ein Fahrverbot und seitens des Rennvereins ein Bahnverbot ausgesprochen.

## GelsenTrabPark heute

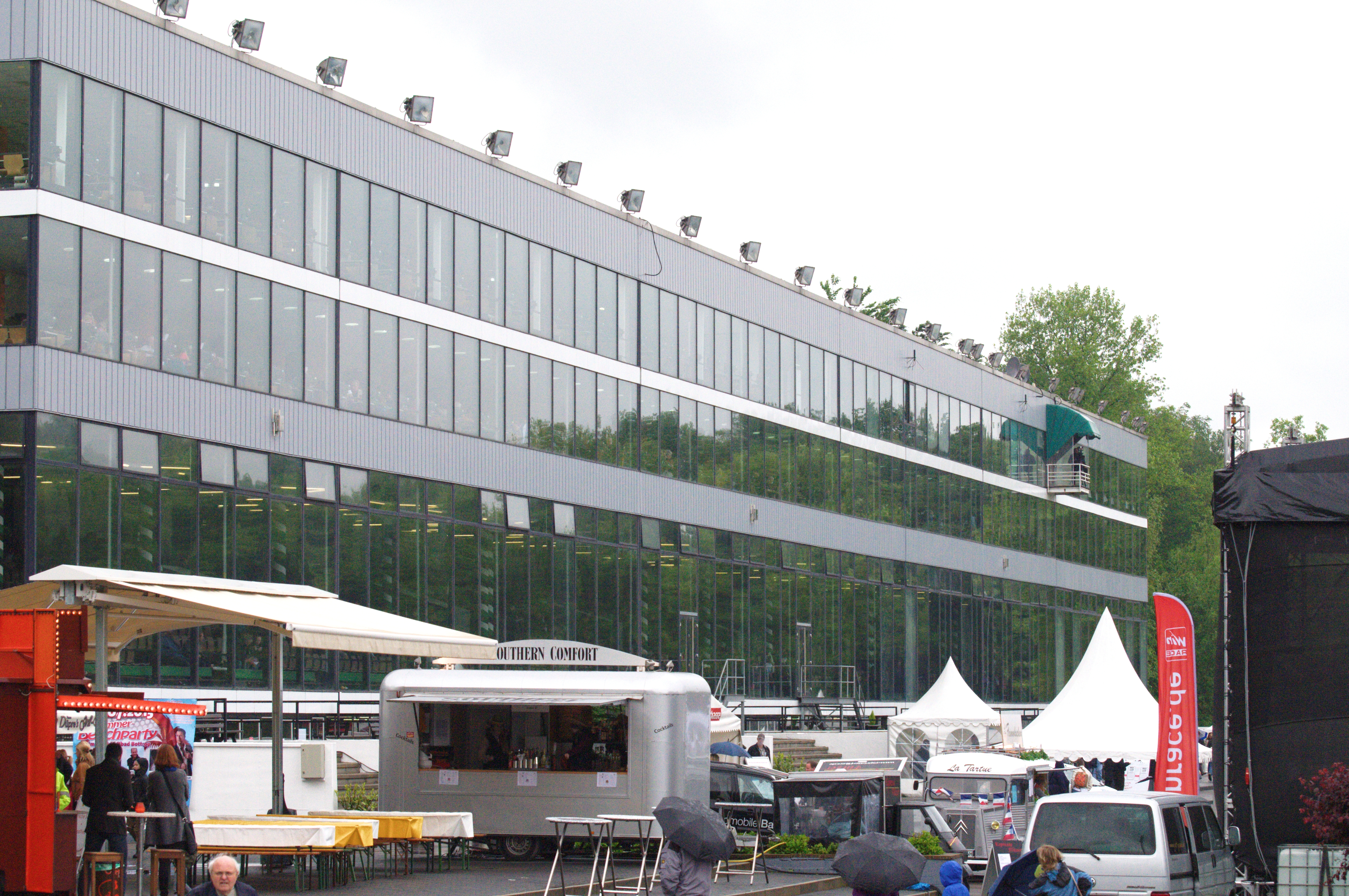
Geschlossenes Tribünenhaus (2013), errichtet 1965

Die Bahnlänge beträgt 1200 Meter. Das gesamte Geläuf erstreckt sich auf einer Fläche von 525 mal 225 Metern. Die Renndistanzen betragen 2600, 2000 und 1609 Meter. Der Bahnrekord liegt bei 1:10,9 auf der Distanz von 1609 Metern und wurde von Whammer am 8. Juli 2000 aufgestellt. Das 1979 erweiterte und 2002 renovierte Tribünenhaus bietet 9600 Plätze und verfügt über einen VIP-Bereich namens "Abano As Club". Es gibt eine Rennübertragung auf LED-Leinwand, eine 1000 Meter lange Trainingsbahn, Stallungen mit 300 Boxen und eine Tierklinik. Dazu stehen 4000 Parkplätze zur Verfügung. Des Weiteren gibt es ein täglich geöffnetes Wettcenter, in dem man Pferderennen aus aller Welt auf Monitoren anschauen und bewetten kann.
Renntage sind meistens donnerstags, freitags und sonntags, außerdem kann auch beim Training zugeschaut werden. Stets am 1. Mai findet der Bild-Pokal statt, der mit etwa 30.000 Euro dotiert ist und ein Show- und Rahmenprogramm beinhaltet. Zu Beginn des Jahres 2018 wurde deutschlandweit das seit jeher bestehende Dezimalsystem zur Quotenberechnung auf das internationale Einersystem angepasst. Der Vorplatz wird an rennfreien Tagen auch als Flohmarkt genutzt.

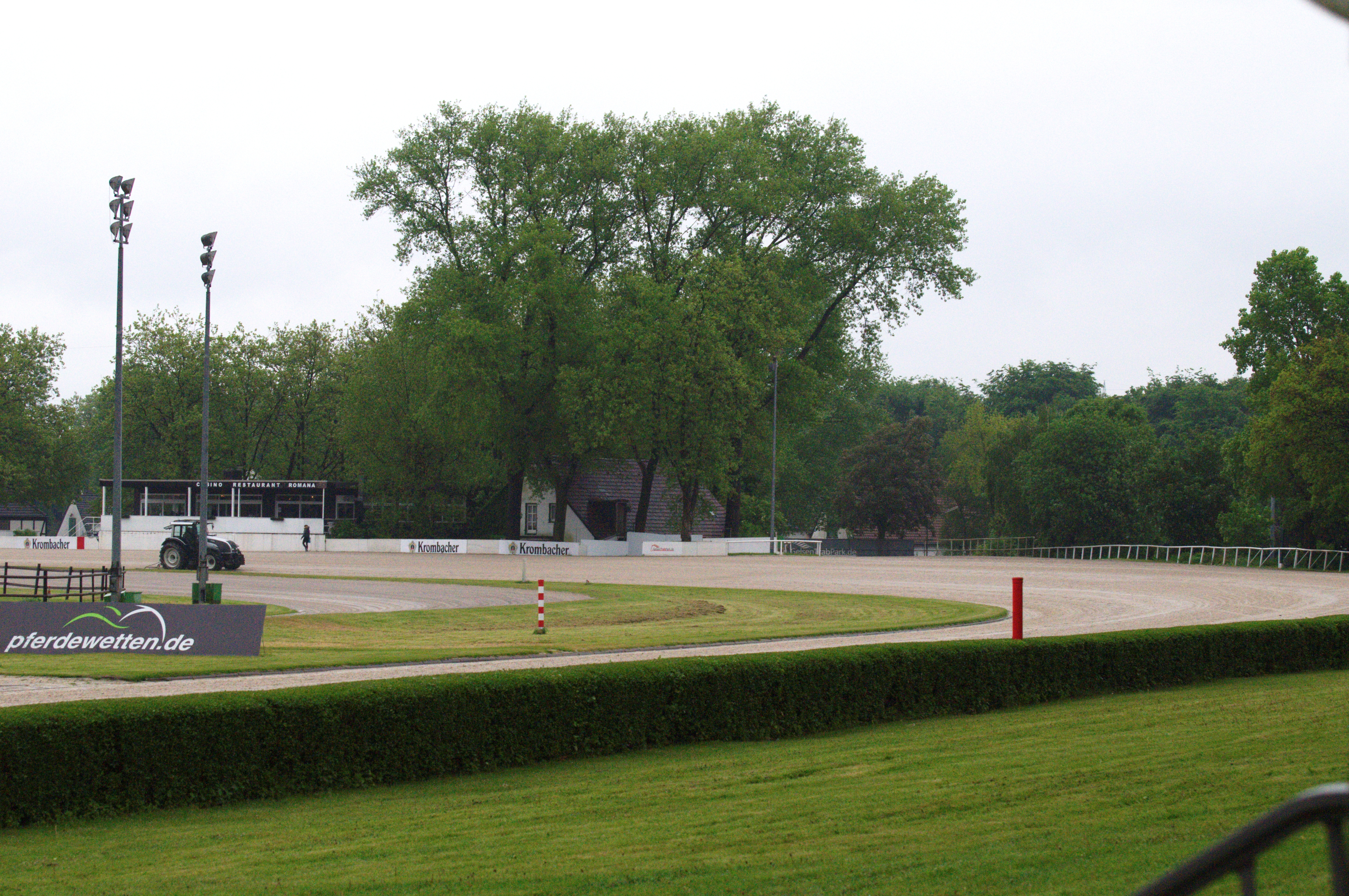
Blick über die Rennbahn zu den Ställen
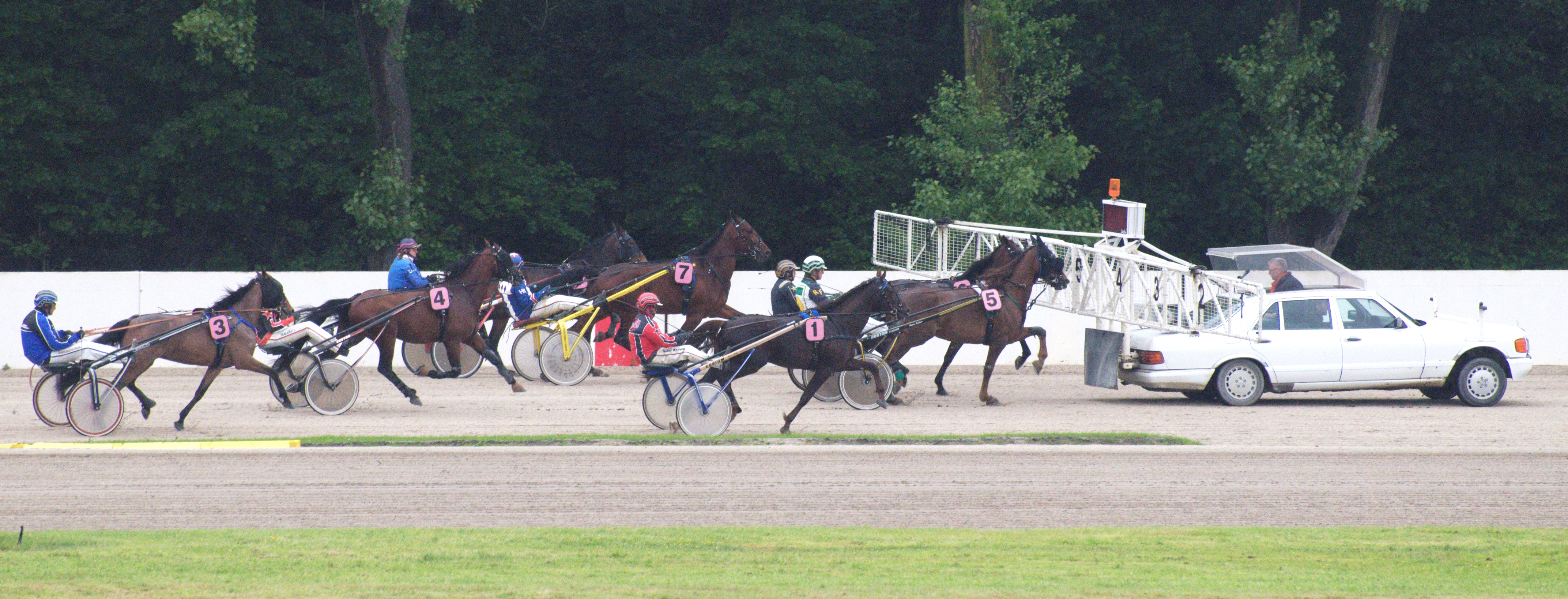
Start mit Startauto
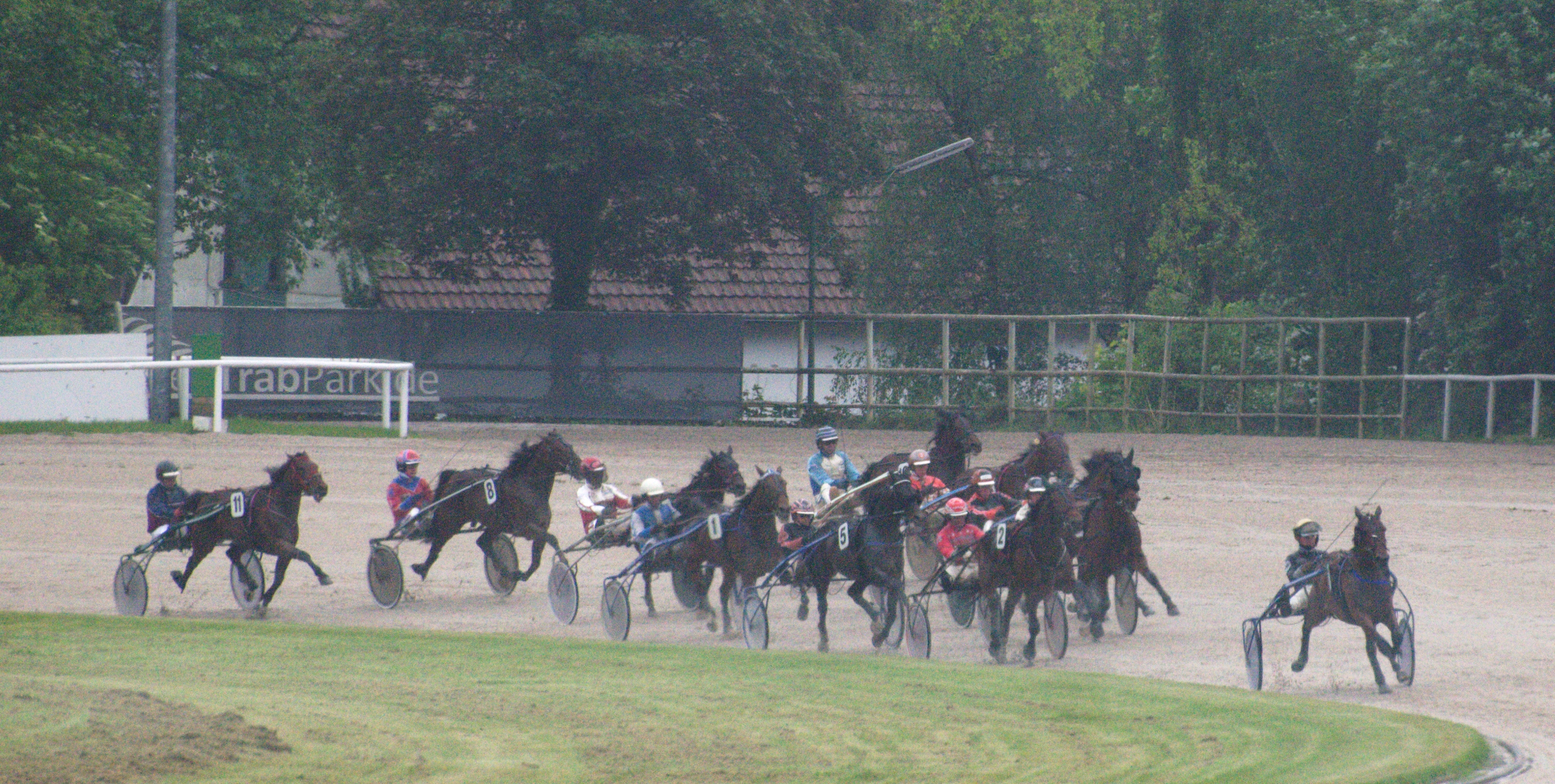
Helden und Helfer-Renntag, Mai 2013